# Troféu HQ Mix de melhor edição especial estrangeira
Edição especial estrangeira é uma das categorias do Troféu HQ Mix, premiação brasileira dedicada aos quadrinhos que é realizada pela Associação dos Cartunistas do Brasil (ACB) e pelo Instituto do Memorial das Artes Gráficas do Brasil (IMAG) desde 1989.

## História
A categoria "Edição especial" foi criada na primeira edição do Troféu HQ Mix, em 1989, com o objetivo de premiar obras em quadrinhos publicadas em volume único. Até 2003, eram premiadas tanto obras brasileiras quanto obras de origem estrangeira publicadas por editoras nacionais.
A partir de 2004, a categoria foi subdividida em "Edição especial estrangeira" e "Edição especial nacional". No caso das obras estrangeiras, a eleição é baseada na data de lançamento de suas respectivas edições nacionais. Ambas as categorias são escolhidas por votação entre profissionais da área (roteiristas, desenhistas, jornalistas, editores, pesquisadores etc.) a partir de uma lista de sete indicados elaborada pela comissão organizadora do evento.

## Vencedores e indicados
| Ano  | Obra                                                                     | Autor(es)                                                                | Editora                                                                  | País de origem | Outros indicados | Notas         |
| ---- | ------------------------------------------------------------------------ | ------------------------------------------------------------------------ | ------------------------------------------------------------------------ | -------------- | --- | ------------- |
| 2004 | Sandman - noites sem fim                                                 | Neil Gaiman e vários desenhistas                                         | Conrad                                                                   | Estados Unidos | | [ 3 ]         |
| 2005 | À sombra das torres ausentes                                             | Art Spiegelman                                                           | Cia. das Letras                                                          | Estados Unidos | | [ 4 ]         |
| 2006 | Maus                                                                     | Art Spiegelman                                                           | Cia. das Letras                                                          | Estados Unidos | - Bizarro Comics (Opera Graphica) - Bórgia - sangue para o papa (Conrad) - Gotham City Contra o Crime (Panini) - Rising Stars vol. 1 (Mythos) - Sandman - prelúdios e noturnos (Conrad) - We3 - instinto de sobrevivência (Panini) | [ 5 ] [ 6 ]   |
| 2007 | Corto Maltese - sob o signo de Capricórnio                               | Hugo Pratt                                                               | Pixel                                                                    | França         | - Chosen - o eleito do senhor (Mythos) - El Gaucho (Conrad) - Incal - volume 1 (Devir) - Mas ele diz que me ama (Ediouro) - O gato do rabino - o bar-mitzvah (Jorge Zahar) - Sandman - estação das brumas (Conrad) | [ 7 ] [ 8 ]   |
| 2008 | Persépolis completo                                                      | Marjane Satrapi                                                          | Cia. das Letras                                                          | França         | - Antes do Incal - volume 2 (Devir) - Asterix e a volta às aulas (Record) - Fun Home - uma tragicomédia em família (Conrad) - O sonhador (Devir) - Planetary/Batman - noite na Terra (Pixel) - Pyongyang - uma viagem à Coreia do Norte (Zarabatana) | [ 9 ] [ 10 ]  |
| 2009 | Asterix e seus amigos                                                    | vários autores                                                           | Record                                                                   | França         | - Batman - preto e branco (Panini) - Escombros (Zarabatana) - Frango com ameixa (Cia. das Letras) - Hard-Boiled - à queima roupa (Devir) - Love & Rockets - pés de pato (Via Lettera) - Revelações (Devir) | [ 11 ] [ 12 ] |
| 2010 | Gênesis                                                                  | Robert Crumb                                                             | Conrad                                                                   | Estados Unidos | - Crônicas birmanesas (Zarabatana) - Fracasso de público - heróis mascarados e amigos encrencados (Gal Editora) - Jimmy Corrigan - o garoto mais esperto do mundo (Quadrinhos na Cia.) - Retalhos (Quadrinhos na Cia.) - The Umbrella Academy - suíte do apocalipse (Devir) - Três dedos: um escândalo animado (Gal Editora) | [ 13 ] [ 14 ] |
| 2011 | RanXerox                                                                 | Tanino Liberatore e Stefano Tamburini                                    | Conrad                                                                   | Itália         | - As incríveis aventuras do Escapista (Devir) - Cicatrizes (Leya/Barba Negra) - Fracasso de público - desencontro de titãs (Gal) - Mr. Punch (Conrad) - Notas sobre Gaza (Cia das Letras) - 676 aparições de Killoffer (Leya/Barba Negra) | [ 15 ] [ 16 ] |
| 2012 | Asterios Polyp                                                           | David Mazzucchelli                                                       | Quadrinhos na Cia                                                        | Estados Unidos | - A Chegada (SM) - Daytripper (Panini) - Era a guerra de trincheiras (Nemo) - Mundo Fantasma (Gal Editora) - Quando lá tinha o muro (Tinta Negra) - Três sombras (Quadrinhos na Cia.) | [ 17 ] [ 18 ] |
| 2013 | Pinóquio                                                                 | Winshluss                                                                | Globo                                                                    | França         | - Habibi (Quadrinhos na Cia.) - Neonomicon (Panini) - O gosto do cloro (LeYa/Barba Negra) - O paraíso de Zahra (LeYa/Barba Negra) - Pagando por sexo (Martins Fontes) - Wilson (Quadrinhos na Cia.) | [ 19 ] [ 20 ] |
| 2014 | Pobre Marinheiro                                                         | Sammy Harkham                                                            | Balão                                                                    | Estados Unidos | - Azul é a Cor Mais Quente (Martins Fontes) - Crônicas de Jerusalém (Zarabatana) - Era uma vez na França – vol. 1 (Galera/Record) - O Boxeador (8inverso) - Você é Minha Mãe? (Quadrinhos na Cia.) - Tetralogia Monstro (Nemo) | [ 21 ] [ 22 ] |
| 2015 | O Quinto Beatle                                                          | Vivek J. Tiwary, Andrew C. Robinson e Kyle Baker                         | Aleph                                                                    | Estados Unidos | - Bom de Briga (Quadrinhos na Cia) - O Cão que Guarda as Estrelas (JBC) - Olympe de Gouges (Record) - Os Ignorantes – Relato de Duas Iniciações (WMF Martins Fontes) - Saga vol. 1 (Devir) - Shazam & A Sociedade dos Monstros (Panini) | [ 23 ] [ 24 ] |
| 2016 | Pílulas azuis                                                            | Frederik Peeters                                                         | Nemo                                                                     | Suíça          | - 100 Balas – Irmão Lono – (Panini) - A Liga Extraordinária – Século Integral – (Devir) - A Saga do Monstro do Pântano – Livro 5, 6, 7 – (Panini) - A Saga do Tio Patinhas – (Abril) - Ardalén – (Realejo) - Caravaggio - A Morte da Virgem – (Veneta) - O Escultor – (Marsupial/Jupati) - Uma Metamorfose Iraniana – (Nemo) - Y: O Último Homem – Edição de luxo # 1 – (Panini) | [ 25 ] [ 26 ] |
| 2017 | The Ghost in the Shell                                                   | Masamune Shirow                                                          | JBC                                                                      | Japão          | - A Gigantesca Barba do Mal (Nemo) - Hip Hop Genealogia (Veneta) - Nimona (Intrínseca) - O Soldador Subaquático (Mino) - Parker Vol. 2 – A Organização (Devir) - Ruínas (Jupati) - Saga Volume 3 (Devir) - Sopa de Lágrimas (Veneta) - Verões Felizes 1 – Rumo ao Sul (SESI-SP Editora) | [ 27 ] [ 28 ] |
| 2018 | Moby Dick                                                                | Christophe Chabouté                                                      | Pipoca & Nanquim                                                         | França         | - A Diferença Invisível - A vida Secreta de Londres - Aqui - Billie Holiday - Black Hole - Condado de Essex - Não era você que eu esperava - O homem que Passeia - Paciência - The Ghost in the Shell 2.0 - Um Pequeno Assassinato | [ 29 ] [ 30 ] |
| 2019 | Mort Cinder                                                              | Héctor Germán Oesterheld e Alberto Breccia                               | Figura                                                                   | Argentina      | - A Terra dos Filhos - Ayako - Black Dog – Os Sonhos de Paul Nash - Cinco Mil Quilômetros por Segundo - Fugir – O Relato de um Refém - Fun Home – Uma Tragicomédia em Família - O Relatório de Brodeck - Um Pedaço de madeira e Aço - Uma Irmã | [ 31 ] [ 32 ] |
| 2020 | O Eternauta 1969 Héctor Germán Oesterheld e Alberto Breccia / Comix Zone | O Eternauta 1969 Héctor Germán Oesterheld e Alberto Breccia / Comix Zone | O Eternauta 1969 Héctor Germán Oesterheld e Alberto Breccia / Comix Zone | Argentina      | - A Louca do Sagrado Coração (Alejandro Jodorowsky e Moebius / Veneta) - Aurora nas Sombras (Fabien Vehlmann e Kerascoët / DarkSide) - Bezimena (Nina Bunjevac / Zarabatana) - Deadwood Dick: Negro Como a Noite, Vermelho Como Sangue (Michele Masiero e Corrado Mastantuono / Panini Comics) - Intrusos (Adrian Tomine / Nemo) - Luz Que Fenece (Barbara Baldi / Pipoca & Nanquim) - Mister No: Revolução (Michele Masiero e Matteo Cremona / Panini Comics) - Moonshadow (J.M. Dematteis e Jon J. Muth / Pipoca & Nanquim) - O Dia de Julio (Gilbert Hernandez / Nemo) - Solitário (Chabouté / Pipoca & Nanquim) - Spinning (Tillie Walden / Veneta) | [ 33 ] [ 34 ] |
| 2021 | Berlim Jason Lutes / Veneta                                              | Berlim Jason Lutes / Veneta                                              | Berlim Jason Lutes / Veneta                                              | Estados Unidos | - A Grande Farsa (Carlos Trillo e Domingo Mandrafina / Comix Zone) - A Solidão de um Quadrinho Sem Fim (Adrian Tomine / Nemo) - Além de Palomar (Gilbert Hernandez / Veneta) - Berserker Unbound (Jeff Lemire e Mike Deodato Jr. / Mino) - Caravaggio: O Perdão (Milo Manara / Veneta) - Destino Adiado (Jean-Pierre Gibrat / Pipoca & Nanquim) - Ernie Pike (Héctor Germán Oesterheld e Hugo Pratt / Figura) - Grama (Keum Suk Gendry-Kim / Pipoca & Nanquim) - O Príncipe e a Costureira (Jen Wang / DarkSide) - Paracuellos (Carlos Giménez / Comix Zone) - Primavera em Tchernóbil (Emmanuel Lepage / Geektopia)                                    | [ 35 ] [ 36 ] |
| 2022 | Incal Alejandro Jodorowsky e Moebius / Pipoca & Nanquim                  | Incal Alejandro Jodorowsky e Moebius / Pipoca & Nanquim                  | Incal Alejandro Jodorowsky e Moebius / Pipoca & Nanquim                  | França         | - A Casa (Paco Roca / Devir) - A Rosa Mais Vermelha Desabrocha (Liv Strömquist / Quadrinhos na Cia.) - Moby Dick (Bill Sienkiewicz / Trem Fantasma) - Pele de Homem (Hubert e Zanzim / Nemo) - Preferência do Sistema (Ugo Bienvenu / Comix Zone) - Rusty Brown (Chris Ware / Quadrinhos na Cia.) - Stuck Rubber Baby: Quando Viemos ao Mundo (Howard Cruse / Conrad) - Tangências (Miguelanxo Prado / Conrad) - Traço de Giz (Miguelanxo Prado / Pipoca & Nanquim) | [ 37 ] [ 38 ] |
| 2023 | Coleção Toppi Volume Um: América Latina Sergio Toppi / Figura            | Coleção Toppi Volume Um: América Latina Sergio Toppi / Figura            | Coleção Toppi Volume Um: América Latina Sergio Toppi / Figura            | Itália         | - A Mão Verde e Outras Histórias (Nicole Claveloux e Édith Zha / Comix Zone) - A Tragédia da Princesa Rokunomiya (Kuniko Tsurita / Veneta) - Balada para Sophie (Filipe Melo e Juan Cavia / Pipoca & Nanquim) - Como Antes (Alfred / Devir) - Meu Diário de Nova York (Julie Doucet / Veneta) - Monstros (Barry Windsor-Smith / Todavia) - O Lugar Errado (Brecht Evens / Figura) - O Rumor da Geada (Jorge Zentner e Lorenzo Mattotti / Figura) - Social Fiction (Chantal Montellier / Comix Zone) - Um Bairro Distante (Jiro Taniguchi / Pipoca & Nanquim) - Uma História Real de Crime & Poesia (David L. Carlson e Landis Blair / DarkSide)         | [ 39 ] [ 40 ] |